# Tukan bělolící
Tukan bělolící (Ramphastos vitellinus), známý též pod názvem tukan vrubozobý, je velký pták z čeledi tukanovitých. Dorůstá délky kolem 48 cm, zobák má dlouhý 9–14 cm. Tvoří několik poddruhů, které se vzájemně liší zbarvením. Žije převážně ve vlhkých nížinatých lesích, ačkoli v některých oblastech vystupuje až po nadmořskou výšku 1700 m n. m. Jeho areál rozšíření se přitom rozprostírá na Trinidadu a na rozsáhlém území Jižní Ameriky, jižně zasahuje až po jih Brazílie a střed Bolívie. Živí se převážně plody, ale požírá též hmyz, malé plazy, ptačí vejce i mláďata a obojživelníky. Hnízdí ve stromových dutinách, na vejcích sedí 15–16 dnů. Mláďata pak hnízdo opouští ve věku 40–50 dnů.